# Alfred Boretius

Alfred Boretius

Alfred Edwin Boretius (* 27. Februar 1836 in Meseritz, Provinz Posen; † 1. August 1900 in der Heilanstalt Carlsfeld, Provinz Sachsen) war ein deutscher Rechtswissenschaftler, Historiker sowie Mitglied im Deutschen Reichstag (1878–1881).

Alfred Boretius studierte Rechtswissenschaft in Berlin und Halle. Durch Johannes Merkel und Alfred Pernice wurde er auf die deutsche Rechtsgeschichte hingelenkt. 1858 promovierte er über den Charakter der Fehde zum Dr. jur. (De jure bellorum privatorum ex legibus imperii Romano-Germanici). Von 1860 bis 1868 war er Mitarbeiter bei den Monumenta Germaniae Historica. Er habilitierte sich 1864 in Berlin mit einer Arbeit über die Kapitularien im Langobardenreich für deutsche Rechtsgeschichte und deutsches Privatrecht. Im Jahr 1868 wurde er ordentlicher Professor für deutsches und öffentliches Recht an der Universität Zürich. Drei Jahre später wurde Boretius ordentlicher Honorarprofessor in Berlin. Von 1871 bis 1873 war er Mitarbeiter der National-Zeitung. Ende 1874 nahm er den Ruf nach Halle auf den Lehrstuhl für deutsches und öffentliches Recht an. Boretius war auch politisch aktiv. 1875, 1879 und 1885 gehörte er der preußischen Generalsynode an. In der Stadtverordnetenversammlung gehörte er der nationalliberalen Fraktion an. 1878 gelang es ihm als nationalliberaler Abgeordneter für Halle in den Reichstag gewählt zu werden. 1881 verlor er jedoch die Wahl. 1885 war er Mitglied des preußischen Abgeordnetenhauses. Depressionen und eine Erkrankung des Gehirns führten 1890 zur Versetzung in den Ruhestand.
Der Schwerpunkt seiner Forschungen lag in der Erschließung der Kapitularien, der von Karl dem Großen und seinen Nachfolgern erlassenen Normen.

## Schriften (Auswahl)
- Die Capitularien im Langobardenreich. Eine rechtsgeschichtliche Abhandlung. Verlag der Buchhandlung des Waisenhauses, Halle 1864.
- Friedrich der Große in seinen Schriften. Vortrag, gehalten im Rathhaussaale zu Zürich am 13. Januar 1870 (= Sammlung gemeinverständlicher wissenschaftlicher Vorträge. Ser. 5,114), Lüderitz, Berlin 1870.